# Les Filles d'Avignon
Li fiho d'Avignoun est un recueil de poèmes du félibre Théodore Aubanel écrit et paru en 1885. Cette œuvre, une des toutes dernières de l'écrivain, est un marqueur important dans sa carrière et propose un style sensuel, assez inhabituel pour l'époque et le lieu.

## Traduction
La première traduction française éditée du recueil date de 1891, éditée à Paris par Albert Savine. Cette édition est préfacée par Ludovic Legré. Aubanel publia sa première édition de façon privée (mais pas anonyme) avec une traduction française en regard.

## Éditions
Li Fiho d'Avignoun est le second recueil d'Aubanel, qui rassemble des poèmes « de maturité » (en particulier La Vénus d'Arles). Premièrement publié en 1885 en souscription privée uniquement, il est imprimé par l'Empremarié centralo dóu Miejour à Montpellier. Le livre est immédiatement condamné par l'archevêque, avec ordre d'arrêter la diffusion et de brûler les exemplaires saisis. Aubanel ne se remettra jamais vraiment de cette cabale.
Suivrons quatre rééditions principales: 
- 1891: A. Savine, Paris. Préface de Ludovic Legré. (Bilingue provençal-français)
- 1915: Aubanel frères, Avignon. Publié par Louis Legré. In-16, XI-360 p.
- 1947: E. Aubanel (impr. de Aubanel père), Avignon. In-16, XI-360 p. (Bilingue provençal-français)
- 1980: A. Petit, Raphèle-lès-Arles. VII-359 p. (Bilingue provençal-français)

## Postérité
Selon Irving Lavin, le recueil a pu influencer le choix du titre des Demoiselles d'Avignon de Pablo Picasso.